# تابستان ۶۸
تابستان ۶۸ (به انگلیسی: Summer '68) نام ترانه‌ای از گروه پراگرسیو راک پینک فلوید از آلبوم مادر قلب‌اتمی منتشر شده در سال ۱۹۷۰ است. نویسنده و خواننده این آهنگ ریچارد رایت است. این آهنگ در مورد بازگشت به زندگی عادی و به مدت ۵ دقیقه و ۲۸ ثانیه‌است.

## اجرا کنندگان
| عضو گروه     | وظیفه                           |
| ------------ | ------------------------------- |
| ریچارد رایت  | خواننده، پیانو، ارگ، سینتی‌سایزر |
| راجر واترز   | گیتار باس                       |
| دیوید گیلمور | گیتار آکوستیک، همخوان           |
| نیک میسن     | درام                            |